# Monoral

## Biografía
MONORAL es un grupo de rock formado en 1999 por sus dos integrantes, Anis y Ali, que se conocieron en el programa de radio que Ali presentaba en la MTV en 1997. Su primer trabajo es el mini-álbum in stereo que salió en 2001 a la misma vez que actuaron en el FujiRock Festival de Japón. La canción good bye incluida en éste entró en los primeros puestos de la lista InterFM.
Fueron abriéndose paso en el mundo de la música con colaboraciones con otros artistas como Fumiya Fujii, LISA, Apollo69, MONDO GROSSO, etc. siendo letristas, músicos o actuando en eventos como BUBBLE FESTIVAL junto a HYDE y Sons of All Pussys en 2003. Su segundo mini-álbum ammonite fue lanzado en marzo de 2004, llegando directamente al puesto número 3 de la lista indie Tower Records y manteniéndose en el Top50 durante 7 meses. Todas sus canciones hasta el momento están escritas en inglés y producidas por ellos bajo las discográficas de Hyde: Haunted Records y más tarde VAMPROSE. 
En 2005 el grupo dio dos pasos importantes y consecutivos, la salida al mercado de su primer álbum de la larga duración, Petrol y poco después su single debut, Visions in My Head. En 2006 componen Kiri , opening del anime Ergo Proxy, canción que les otorgó fama internacional y la posibilidad de lanzar nuevos trabajos a través de la plataforma iTunes. Un año después ponen en venta su segundo single Tuesday y segundo álbum Turbulence, acabándolo con una gira por Japón, The Magical Turbulence Tour 2007
Tras unos meses de ausencia, MONORAL anuncia en 2008 el lanzamiento de una nueva canción vía iTunes, CASBAH, y una gira titulada MONORAL CIRCUS TOUR 2008 realizada durante el verano. Entre concierto y concierto también actúan abriendo algunos conciertos para VAMPS y se anuncia su participación en todos los conciertos organizados por su discográfica VAMPROSE, el evento ROSE NIGHT. El 29 de octubre de 2008, salió ya a la venta el nuevo álbum "Via", el cual mantiene ese gran estilo de MONORAL desde un rock alternativo hasta unas misteriosas baladas que no dejan de ser especiales. Ya unos meses después comenzaron una gira en Latinoamérica llamada "Via LatinAmerica Tour 2008" en donde recorrieron México, Brasil, Chile y Argentina. Devuelta a Japón, para el 2009 anunciaron una gira Japonesa para Via, en el que se encuentran varios lugares que recorrerán en enero y febrero.
Más tarde se anunció su gira por España y Francia, donde estarán en muchas provincias españolas como Madrid y Barcelona, pasando por París, Francia.

## Miembros

### Anis
Anis Shimada vocal y guitarrista del grupo, nació el 23 de febrero de 1975 en Londres. Su padre es de origen japonés y su madre de Marruecos. A los 3 años su familia se marchó a vivir a Marruecos y luego, cuando tenía 7 años se mudaron a París, donde recibió educación en un colegio internacional. Durante su adolescencia en París forma una banda llamada BELT. Con 18 años se marcha a Japón y tan sólo un año después lanza su primer single en solitario producido por Tetsuya Komuro, uno de los más conocidos productores y músicos del país, bajo el título de PRIDE. Después de la formación de MONORAL, Anis sigue realizando trabajos en solitario: conciertos acústicos donde interpreta covers de sus artistas preferidos, ofreciendo conciertos esporádicos dentro de la banda BELT desde su regreso en 2002 o colaborando como vocalista para otros artistas. También se encarga de la adaptación al inglés de los trabajos de HYDE y L'Arc~en~Ciel en el álbum AWAKE. Además de sus trabajos en la música, Anis ha sido modelo de diversas marcas en pasarela y anuncios de televisión. Habla con fluidez el japonés, inglés, francés y árabe. 
Colaboraciones:
- ANISS - PRIDE (1994)
- Taku Takahashi - Tachytelic Night～welcomes you to the FAR EAST～ - Ue no sora (上の空) (2003)
- MONDO GROSSO - NEXT WAVE - 09. Graceful Ways (2003)
- SUGIZO - C:LEAR - 04. SWEET (2003)
- SUGIZO - C:LEAR - 06. Seek and you shall find (2003)
- Fantastic Plastic Machine - too - 09. Euphoria (2003)
- UHMJUNGHWA - SELF CONTROL - 07. In this rain (2004)
- Beach Arab - harmonize - 02. shine (2004)

### Ali
Ali Morizumi ocupa el puesto de bajista en el grupo. Aunque se crio en Tokio es japonés-estadounidense y habla japonés e inglés con fluidez. Con 8 años escribió música por primera vez y a los 15 su padre le regaló su primer bajo, al que llamaron "Ali Special" . La primera canción que tocó es de The Blues Brothers. A los 22 años Ali aparece en la película Swallow tail, interpretando al bajista de la banda Yen Town Band. Ha trabajado como VJ en programas de la MTV Japan o en Self Liner Notes de MUSIC ON! TV y actualmente combina su trabajo en MONORAL con el programa de radio "ROLLING STONE CAFE supported by FIAT" en InterFM junto a Joe Yokomizo. También ha colaborado con las bandas SatNam y Bloom Underground (junto a Eric Zay) como bajista y haciendo los coros para la banda FAKE?.
Colaboraciones:
- SatNam - Wanna be in tune - nana byoushi (2005)
- FAKE? - MARILYN IS A BUBBLE - 06. MARCH (2006)
- FAKE? - MARILYN IS A BUBBLE - 10. CLOSER TO MARILYN (2006)

### Músicos de apoyo
- Mikio Hirama (guitarra) (ex-Tokyo Jihen, oh sunshine)
- Akira Yasue (guitarra) (ex-Spin Aqua, BELT)
- Daigo Kakishima (batería) (ex-babamania)
- Halpern Baraki (guitarra) (SatNam)
- Tomoya Tsutsui (guitarra) (TOBYAS)
- Jun Matsumoto (batería)
- Eric Zay (guitarra) (FAKE?, Bloom Underground)
- Pablo (guitarra)(Pay money To my Pain, LiSA, FAKE?)

## Discografía

### Álbum
- Petrol (13.07.2005)
  - 1. Tente
  - 2. Frozen Peak
  - 3. Healthy Sick Bastard
  - 4. Nothing more Nothing less
  - 5. Don't you look away
  - 6. Garden
  - 7. Let me in
  - 8. Widow's stool
  - 9. Like you
  - 10. Tangled
  - 11. Tame me

- Turbulence (04.07.2007)
  - 1. Pocketful of joy
  - 2. Sparta
  - 3. Vimana
  - 4. Monkey Cage
  - 5. Tuesday
  - 6. Visions in my head
  - 7. Perfect Gold
  - 8. Kiri
  - 9. Pompadour
  - 10. Shenanigans
  - 11. Turbulence
  - 12. Session 9

- '''Via''' (29.10.2008)
  - 1. Everybody's Way
  - 2. You
  - 3. Costa Rica
  - 4. Safira
  - 5. Via
  - 6. Guards of Mice
  - 7. Everest
  - 8. Sun Shadow
  - 9. Casbah
  - 10. I don't mind
  - 11. Sometimes

### Mini-álbum
- 'in stereo' (25.07.2001)
  - 1. release me
  - 2. goodbye
  - 3. wash
  - 4. weird kind of swings
  - 5. this band has not begun

- ammonite (24.03.2004 / 02.07.2008)
  - 1. I am I am
  - 2. I like it
  - 3. ammonite
  - 4. Oh no!
  - 5. So long

### Single
- Visions in My Head (02.11.2005) 
  - 1. VISIONS IN MY HEAD (Canción para el anuncio de Canon IXY Digital)
  - 2. POCKETFUL OF JOY

- Tuesday (09.05.2007) 
  - 1. Tuesday
  - 2. Perfect Gold

- Origin (28.08.2010) 
  - 1. Origin
  - 2. 70 HOURS

### Otros
- kiri (25.05.2006) iTunes single
  - 1. kiri
  - 2. kiri (TV SIZE)
- Ergo Proxy Anime Soundtrack opus 2 (25.08.2006)
  - 18. kiri
- CASBAH (30.07.2008) iTunes single
- Safira (03.09.2008) iTunes single
- 70 HOURS (25.11.2009) iTunes single